# Guy Fouché
 (juillet 2011).
Si vous disposez d'ouvrages ou d'articles de référence ou si vous connaissez des sites web de qualité traitant du thème abordé ici, merci de compléter l'article en donnant les références utiles à sa vérifiabilité et en les liant à la section « Notes et références ».
Pour les articles homonymes, voir Fouché.
Guy Fouché est un chanteur lyrique (ténor) né le 17 juin 1921 à Bordeaux (Gironde) et mort le 28 mai 1998 à Annecy (Haute-Savoie).

## Biographie
Sorti du Conservatoire de chant de Bordeaux avec le 1er prix d'Opéra et Opéra-comique à l'unanimité, il commence sa carrière au Grand Théâtre de Bordeaux en 1942 dans Les Pêcheurs de perles de Georges Bizet aux côtés  entre autres de Pierre Nougaro.
Il obtient également un deuxième prix au Conservatoire de Paris en 1943. De 1945 à 1953, il se produit dans la plupart des opéras de province, dont ceux de Toulouse, Marseille, Lyon, Lille, Nantes, Rennes et bien sûr Bordeaux.
En 1953, il est à Oran. De 1954 à 1956, il fait partie de la troupe de l'Opéra royal de Wallonie à Liège avant d'être, pendant six saisons, 1er ténor à La Monnaie de Bruxelles.
Il est l'un des interprètes de référence des rôles de ténor dans le Grand Opéra Français, comme celui de Raoul dans les Huguenots de Meyerbeer, qui donna lieu à un enregistrement et d'Eléazar dans La Juive de Fromental Halevy, qu'il interprète notamment à Avignon en 1961.
De retour à Oran, il chante le rôle-titre de Faust, avec Henri Rivière et Adrien Legros. En 1961, il s'installe à Toulon où il met un terme à sa carrière deux ans plus tard[réf. souhaitée].

## Citation

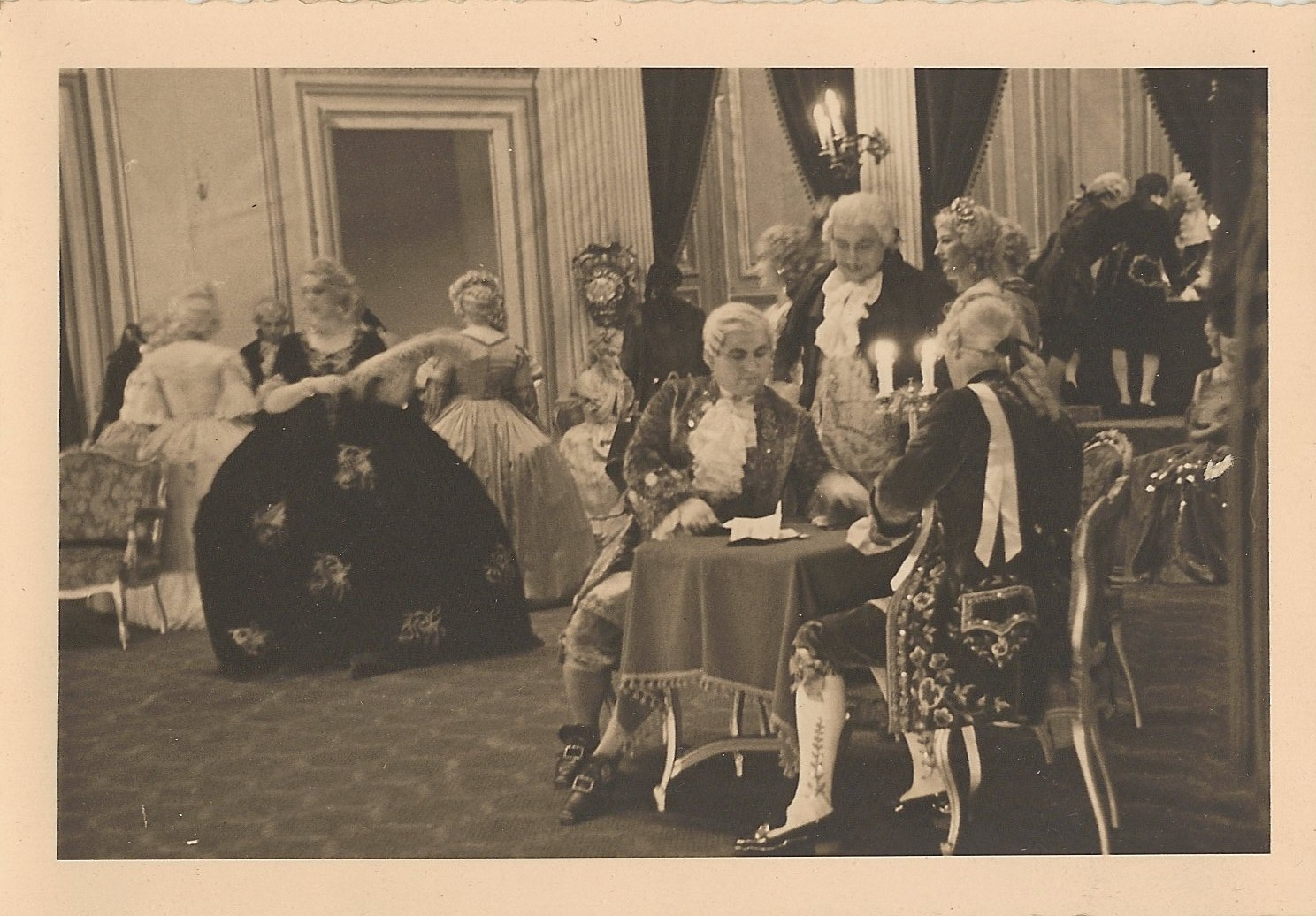
Répétition de Faust à La Monnaie

« Dans les années 50, la race des grands ténors d'opéra semblait en voie d'extinction, quand les amateurs de bel canto eurent la révélation de la voix extraordinaire du jeune ténor bordelais Guy Fouché : au-dessus d'un medium d'une ample étoffe et d'un timbre charmeur, s'essore et s'épanouit un registre aigu d'une facilité et d'une puissance déconcertante. Le contre-ut de Fouché, dans Faust, dans La Bohème, est un des plus beaux du monde. Dans La Damnation de Faust, il est le seul protagoniste qui ait pu enregistrer le duo d'amour tel qu'il a été écrit par Berlioz, avec le redoutable contre-ut dièse de poitrine. Enfin, digne successeur des Nourrit, des Mario de Candia et des Jean de Reszke, Fouché confère vertu et pérennité au répertoire héroïque d'Auber et de Meyerbeer, que l'on croyait près de s'éteindre, faute d'un interprète qualifié. »

## Discographie
Intégrales
- Hector Berlioz : La Damnation de Faust (Faust)
  - avec Ninon Vallin - Pléiade P3082 (33 tours)
  - avec Régine Crespin, Michel Roux, Peter Van Der Bilt - BellaVoce BLV107.202 (CD)
- Gaetano Donizetti : La Favorite  (Fernand), avec Simone Couderc, Charles Cambon, chœur et orchestre Pasdeloup, Jean Allain (dir.) -  Pléiade P3071 / Vega 28000 - enregistré en 1962
- Jules Massenet : Hérodiade (Jean), avec Andréa Guiot, Mimi Aarden, Charles Cambon, Germain Guislain,Jos Burcksen, Corneluis Kalkman - Malibran CDRG 191 (CD).
- Giacomo Meyerbeer : Les Huguenots (Raoul de Nangis), avec Renée Doria, Jeanne Rinella, Henri Médus, Adrien Legros, Académie chorale de Paris, Orchestre Pasdeloup, Jean Allain (dir.) - Pléiade P3085/86 (33 tours) - enregistré en 1953 au théâtre de l'Apollo[4]  ; rééd. CD Accord 204592
- Giuseppe Verdi : Rigoletto (le duc de Mantoue), avec Renée Doria, Ernest Blanc, Denise Scharley, Gerard Bourreli, Maria Valetti, Maurice Faure, André Dumas, direction Pierre Cruchon - Pléiade P3076 (33 tours) - en version française

Extraits
- Giacomo Puccini : La Vie de Bohème, air de Rodolphe « Que cette main est froide » (acte I) - Pléiade P45152 (45 tours longue durée) - en version française
- Giuseppe Verdi : Rigoletto, airs du duc de Mantoue « Qu'une belle » (acte I) et « Comme la plume au vent » (acte III) - Pléiade P45152 (45 tours LD) - en version française